# Dżafar
Dżafar (arab. جعفر) – imię męskie pochodzenia arabskiego, oznacza „strumień”. 

## W innych językach
- Ja'far lub Jafar – transliteracja angielska
- Džafer – forma południowosłowiańska

## Znani ludzie
- Abu Dżafar- Al-Mansur kalif z rodu Abbasydów
- Dżafar as-Sadik – szósty imam szyicki
- Dżafar ibn Abi Talib – kuzyn proroka Mahometa
- Dżafar ibn Jahja
- Džafer Obradović – bośniacki krytyk litracki
- Džafer Mahmutović – bośniacki pisarz
- Džafer-beg Kulenović – jugosłowiański polityk
- Dżafar – fikcyjna postać, z filmu Aladyn. Zły czarownik, który usiłuje drogą zamachu stanu przejąć władzę w kraju, lecz zostaje pokonany.